# Enrique Wolff
Enrique Wolff (Victoria, 21 februari 1949) is een Argentijnse journalist en voormalig voetballer. 
Wolff begon zijn carrière in 1967 bij Racing Club en maakte in 1972 de overstap naar River Plate. Hoewel hij beide teams Argentijnse topteams zijn konden ze in deze periode geen landstitel winnen. Na drie seizoenen bij het eerder bescheiden Spaanse Las Palmas maakte hij in 1977 de overstap naar het grote Real Madrid, waar hij twee seizoenen speelde en telkens landskampioen werd. In 1979 keerde hij terug naar Argentinië waar hij nog bij Argentinos Juniors speelde, maar na acht wedstrijden beëindigde hij zijn carrière. Twee jaar later keerde hij even terug bij tweedeklasser Tigre en stopte dan voorgoed. 
Tussen 1972 en 1974 speelde hij ook voor het nationale elftal. En zat ook in de WK-selectie voor het WK 1974, waar hij in vijf van de zes wedstrijden speelde. 
In 1992 kreeg hij een tv-programma Simplemente Fútbol op een regionale zender en van 1993 tot 1996 werd dit uitgezonden op Telefe. 